# Род (Древен Рим)
Вижте пояснителната страница за други значения на Род.
Родът (на латински: gens) в Древен Рим е родова група, обединяваща няколко фамилии, които носят еднакво второ име (nomen) и извеждат своя произход от общ прародител. По време на Римската република родът играе важна роля в обществения живот и общественото положение на хората до голяма степен се определя от рода, към който принадлежат. Някои родове са патрициански, други - плебейски, а трети имат както патрициански, така и плебейски клонове. Значението на принадлежността към даден род намалява силно през императорската епоха.